# Österland
Österland er en af de fire historiske landsdele i Sverige, og omfatter den sydligste del af det nuværende Finland.
Seks landskaber udgjorde landsdelen Österland:
| Egentliga Finland Karelen Nyland | Satakunda Savolax Tavastland |

## Historie
I 1200-tallet krævede de svenske konger overhøjhed over det område, som svarer til det nutidige Finland, og indlemmede det under indflydelse af kirken i det svenske kongedømme. Nøjagtigt hvordan dette fandt sted, ved man ikke. Den traditionelle historieskrivnings tre "korstog" er blevet forkastet af moderne forskning. Indlemmelsen skete på den tid, hvor Sverige blev forenet under én konge eller noget senere, og Österland blev set som en konstituerende del af det svenske kongedømme, på trods af at landsdelens stemmeberettighede ikke før den 15. februar 1362 for første gang deltog i valget af svenske konger (hvor Håkan Magnusson blev valgt som sin fars medregent).
Mange svenskere flyttede til de vestlige og sydlige dele af Österland i 1200-tallet. Der er ingen ubestridte arkæologiske eller toponymiske beviser på, at der blev talt gammelsvensk uden for Ålandsøerne i det nuværende Finland.
Österland blev udråbt til storfyrstendømme af kong Johan III i 1581. Som prins i 1556, havde han fået dele af området som et hertugdømme ved siden af de hertugdømmer, som blev ledet af hans brødre. Hertugdømmerne blev skabt af Gustav Vasa, til dennes sønners forsørgelse, men havde ingen bestående praktisk funktion. Storfyrstendømmet kom dog til at eksistere som begreb i mere end to århundreder.
Navnet Österland(et) faldt gradvist ud af brug i tiden under Kalmarunionen og er nu nærmest ukendt i den bredere offentlighed.
Finland forblev en del af det svenske rige frem til den finske krig (1808-09), hvor landsdelen sammen med det østlige Norrland og Åland blev afgivet til Rusland. Disse områder kom siden til at danne det autonome Storfyrstendømmet Finland.

## Reference
1. ↑  Zetterberg, Seppo (red.): Suomen historian pikkujättiläinen; 2003; side 130.

60°10′24″N 24°56′55″Ø / 60.1733°N 24.9486°Ø